# Heroes of the Pacific
Heroes of the Pacific es tanto un simulador de vuelo de combate como un videojuego de arcade, pudiendo el jugador, si lo desea, pasar de una a otra de esas dos modalidades de juego. El juego está ambientado en el teatro de operaciones del Pacífico, durante la Segunda Guerra Mundial.

## Sinopsis
El juego permite al jugador asumir el rol de un piloto de combate llamado William Crowe mientras experimenta las fases de la Guerra del Pacífico con Japón, comenzando con el ataque a Pearl Harbor. Hay seis modos de juego: Campaña, Acción instantánea, Misión única, Histórica, Entrenamiento y Multijugador. Uno o dos jugadores pueden jugar simultáneamente en la consola o hasta ocho pueden jugar en una red vía Xbox Live o usando un PlayStation 2 con adaptador de red. Hay dos diferentes esquemas de controles para volar a los aviones, "arcade" y profesional. El esquema "arcade" permite un control fácil del avión por medio de un joystick con timones automáticos. Hay también múltiples niveles de dificultad: Novato, Piloto, Veterano, y As. Un nivel más alto de dificultad permite más puntos de mejora, los cuales pueden ser usados para actualizar tu aeronave después de completar cada misión, y además permiten obtener más aviones en tu arsenal principal. Este juego se pueden pilotar famosos aviones como el P-40 Warhawk, el P-51 Mustang, F4U Corsair, P-47 Thunderbolt y muchas otras naves.

## Misiones
- Diez campañas, con 26 misiones tomadas de eventos reales del teatro del Pacífico:

Pearl Harbor (1 misión)
Isla Wake (3 misiones)
Islas Marshall (2 misiones)
Mar del Coral (2 misiones)
Midway (4 misiones)
Guadalcanal (3 misiones)
Islas Gilbert (2 misiones)
Marianas (2 misiones)
Batalla de las Filipinas (4 misiones);
Iwo Jima (3 misiones)
- Cinco misiones históricas que recrean actos reales de heroísmo en el Pacífico:

"Contra todo pronóstico"
"El vuelo del Vengador"
"Cadena de relámpagos"
"Zeros sobre Rabaul"
"Escape sobre Rabaul"
- Cinco misiones de entrenamiento:

"Aprendiendo a volar"
"Vuelo y combate avanzados"
"Entrenamiento de piloto de flanco"
"Entrenamiento de bombardeo en picada"
"Entrenamiento de torpedo"
- Tipos variados de misiones:

Ataque terrestre, soporte terrestre, escolta, defensa, patrullaje, bombardeo en picada y por torpedo. Cada uno requiere tácticas diferentes para completar la misión.

## Recepción
Según el sitio web de reseñas Metacritic, Heroes of the Pacific recibió reseñas "generalmente favorables" en todas las plataformas.